# 石牌站 (广州市)
石牌站位于中国广东省广州市天河区棠下街道，为广深铁路上的一个三等站，始建于1937年，目前由中国铁路广州局集团廣深鐵路股份有限公司管辖。车站南侧设有广州车辆段石牌客技站和广州东动车运用所。
石牌站于2004年停止办理旅客乘降、行李、包裹托运、整车货物发到，仅办理专用线货物到发。2021年4月10日至2022年6月19日，石牌站曾办理经由穗深城际铁路和广佛肇城际铁路往返于肇庆站和深圳机场站的城际动车。
本站虽名“石牌站”，但车站并非属于石牌街道的管辖范围，距离现时的石牌村亦有相当距离。

## 历史

### 前身
1911年廣九鐵路通車時，在現今崗頂站附近設有第一代石牌站，後來因日軍擴建天河機場，隨着相關線路改道而被廢除。
1936年4月，粤汉铁路全线通车后，英国为进一步扩大政治、经济侵略，极力谋求将广九铁路与粤汉铁路两线接轨，遭到广州市商界人士的坚决反对。至民国26年（1937年），国民政府动工建设广州黄埔港，并于1937年1月开工建设一条由粤汉铁路西联站（今棠溪站），经沙河、石牌、鱼珠至黄埔港的黄埔港支线；1937年7月7日，发生了卢沟桥事变，中国抗日战争全面爆发。同年8月，国民政府为获得英美两国的援助，方便援华物资送入内地，答应连通广九、粤汉两路。当时黄埔港支线尚未铺轨，故利用已建成的黄埔港支线路基修建联络线。
1937年8月，黄埔港支线铺轨至石牌与广九铁路接轨，称为广北联络线，全长14.07公里，并在联络线与广九铁路接轨处设石牌线路所，自此粤汉铁路和广九铁路联通。广州沦陷后，日军为打通海陆联运的交通线，于1940年着手修筑黄埔港支线，但并不采用国民政府于1937年设计的石牌出岔方案，而是自吉山站出岔另修黄埔支线，接通黄埔港。

### 货运站时期

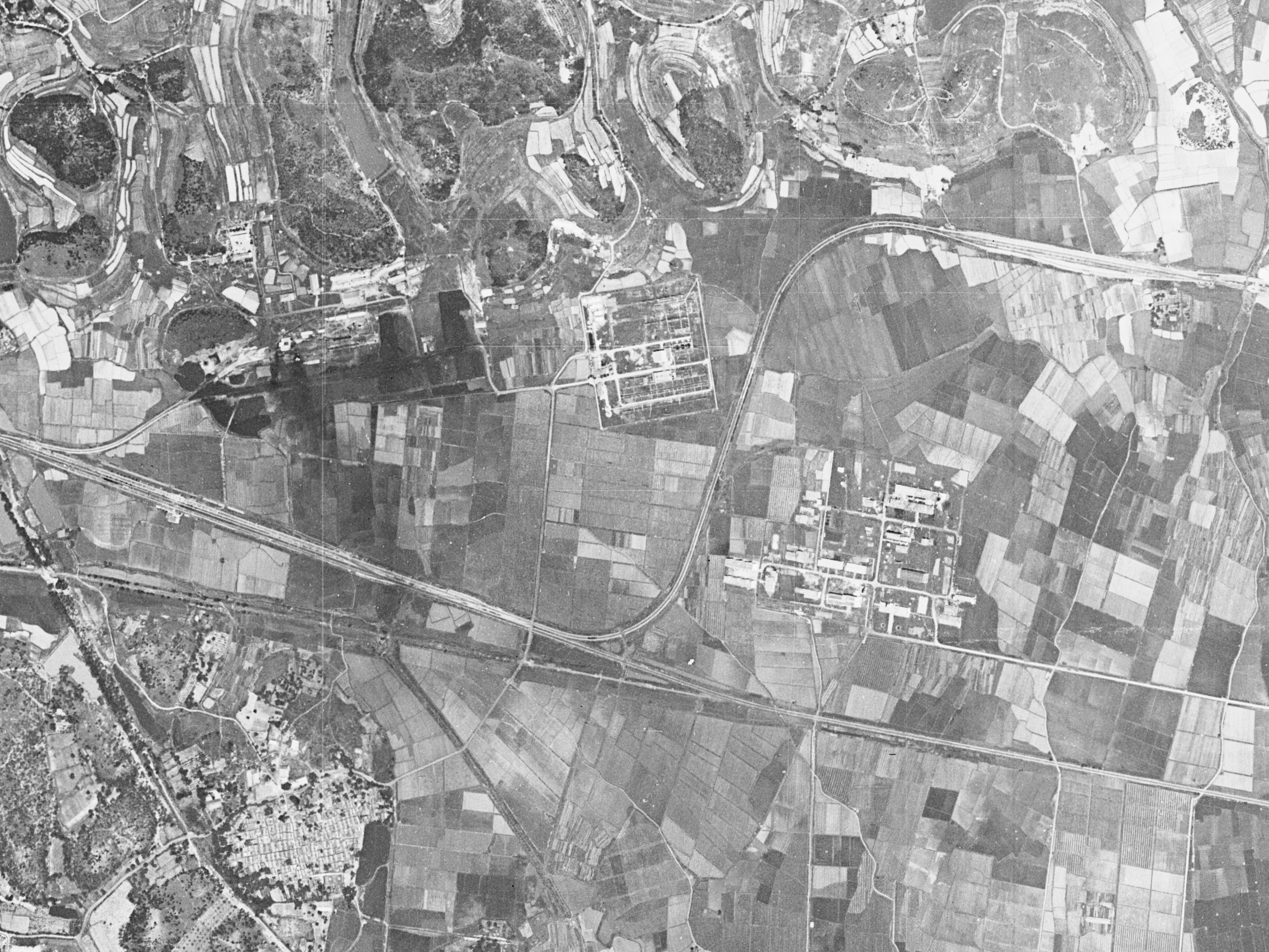
车站和氮肥厂专用线卫星图（1966年）

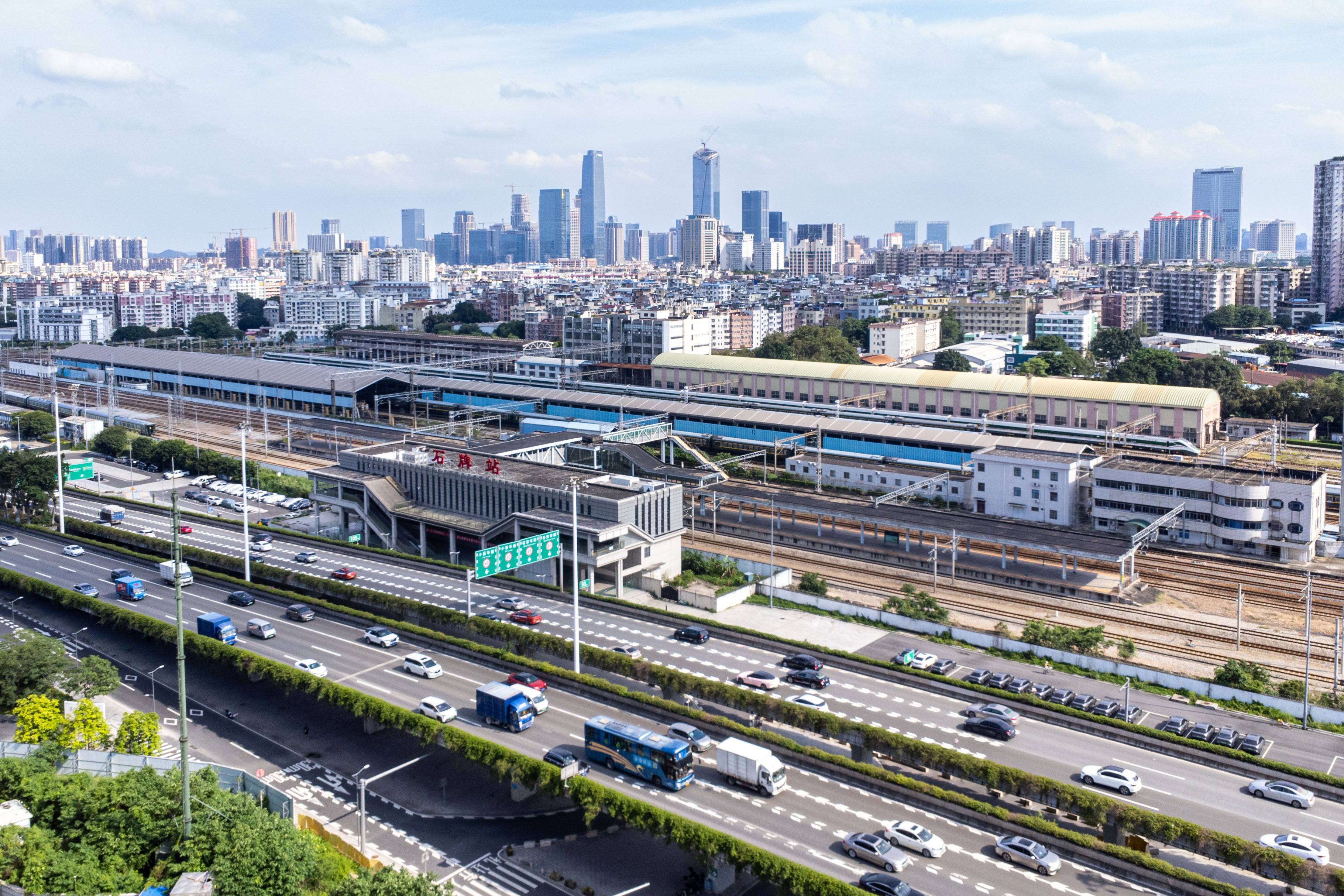
石牌站新旧站房及石牌客技站

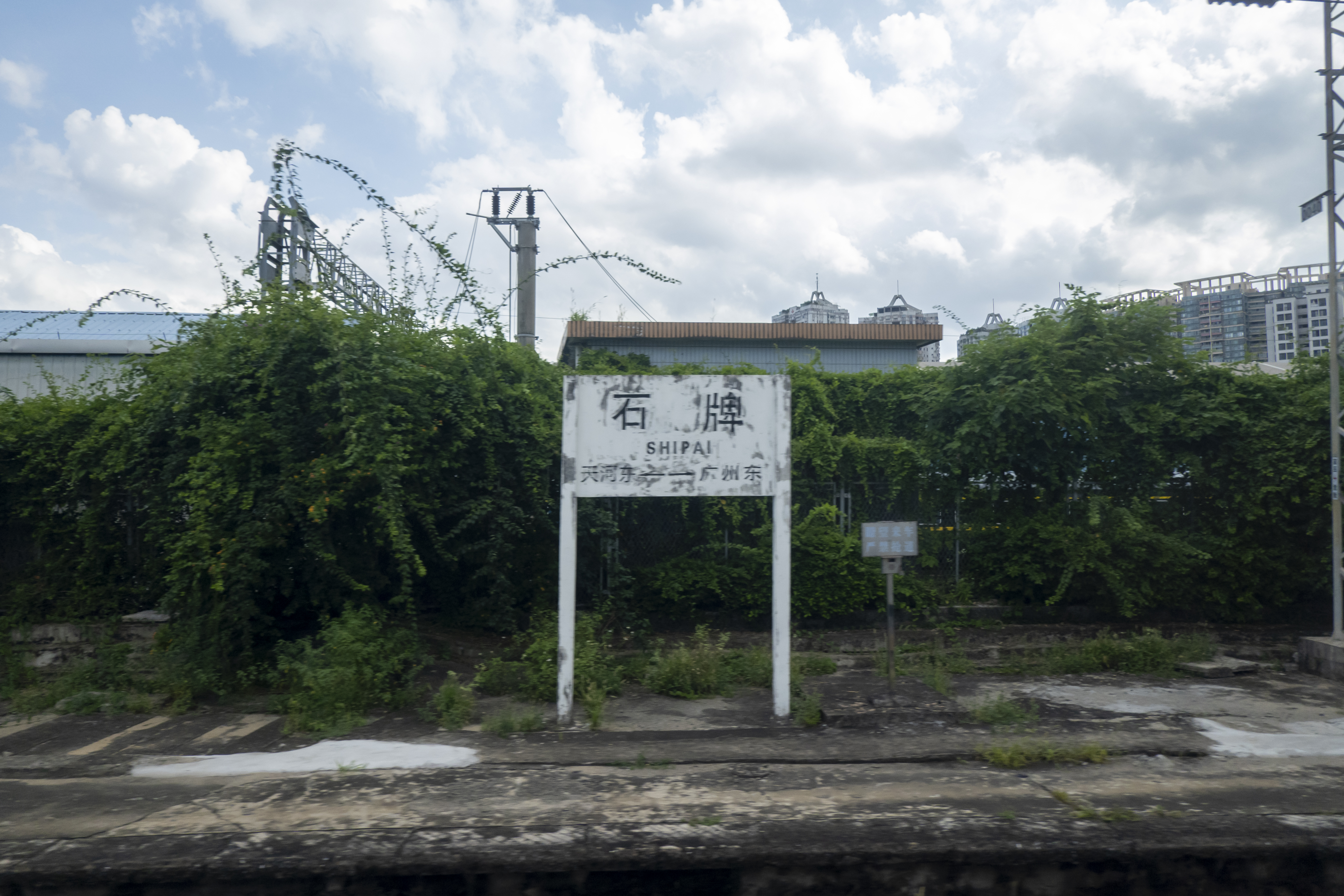
车站旧站牌

1949年10月，广九铁路华段改称广深铁路。为提高运输能力，对沿线车站进行了调整，其中石牌线路所于1951年升级为车站，改称石牌站，办理客货运业务。1958年5月，广州铁路局上报了“广州枢纽设计任务书”，经铁道部批准并立项兴建；同年7月铁道部第四设计院作出了“广州枢纽修正布置设计”，其中包括改扩建石牌站为广州氮肥厂等专用线接轨站，远期为广州铁路枢纽内的辅助编组站。至1961年，石牌站扩建工程已经完成，连接广州氮肥厂、绢麻厂、罐头厂、员村煤场的四条专用线均接轨于石牌站。1962年至1967年间，又有多条工业企业专用线接入石牌站。截至1995年，石牌站为四等站，共有5条股道，8条企业专用线接轨。
1996年，广深铁路股份有限公司在石牌站南侧新建了石牌客技站，第一期工程在同年投产，归广州车辆段广州东运用车间管辖。2002年，为了满足蓝箭动车组的整备需要，又兴建了动车组检修库。
但随着广深铁路历次提速，停靠石牌站的旅客列车数量越来越少，至2000年代初，每天仅余下一对旅客慢车停靠。2004年，随着广深铁路最后一对慢车8443/8444次于2003年停运，石牌站再无旅客列车停靠。
2007年，由于中国铁路第六次大提速后广深铁路开行最高时速200公里的“和谐号”高速城际列车，为满足CRH1A型动车组列车的整备、检修需要，根据铁道部的统一安排，广州铁路集团在石牌客技站新建了广州东动车运用所，为全中国首批建设的6个动车运用所之一，归广铁集团公司广州动车段管辖，于2007年4月16日投入使用。动车运用所拥有检测加工设备、集中卸污设备、洗车设备等，能实现动车组检测自动化、洗车自动化、轮对加工自动化、数据信息采集网络化等功能。
至2010年，石牌站设有到发线7条，正线4条。

### 复办客运
2012年规划的穗莞深城際軌道（現名為穗深城際軌道）於石牌設站，为此车站对既有车站进行改造并新建站房。其中车场改造计划拆除广深Ⅲ，Ⅳ线车场的6条股道，将广深Ⅲ线外拨并建设1条客车到发线1条货车到发线，广深Ⅳ线正线及相邻到发线间新建岛式站台一座。
2017年11月石牌站新客运站房施工完毕。2017年12月，广深铁路股份有限公司将原石牌站货场有偿移交给广州市有关部门。2019年11月车站进行信号改造工程。
2021年4月10日广铁调图后启用，石牌站的客運業務「復活」。车站开通初期每日接发四对穗深城际动车组，其中一对半经由广佛肇城际铁路延长到肇庆站始发终到，其余于广州东站始发终到。
2022年6月20日起，因广佛肇城际所有列車不再經由廣深鐵路III、IV線與穗深城際鐵路直通運行，本站再次停止办理客运业务。

## 运营情况

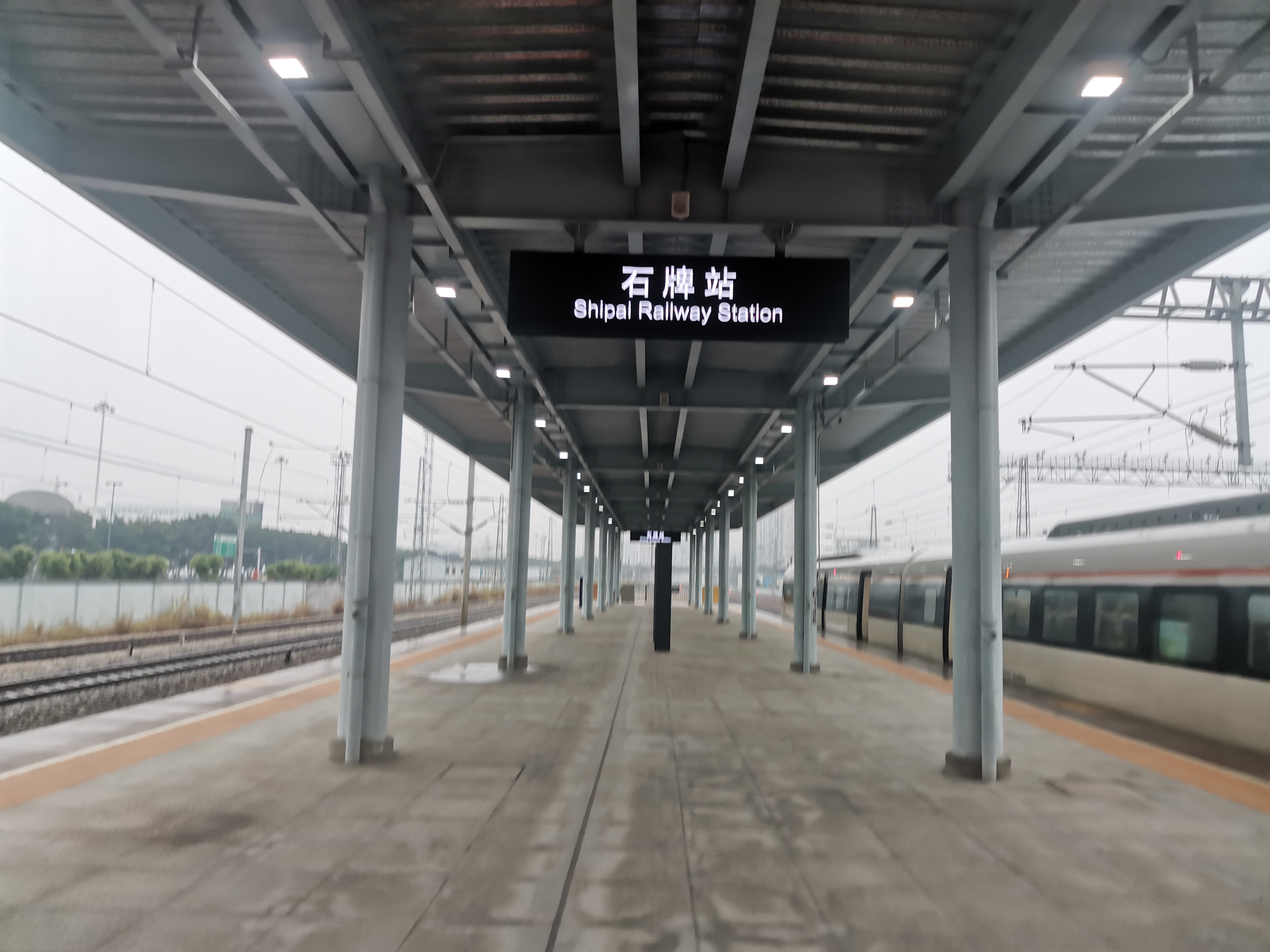
月台

石牌站站房为线侧平式站房，位于铁路北侧、广园快速路南侧。站房为两层框架结构（局部三层），面积3811平方米。其中站房1层主要为旅客快速进出区域，2层为售票、候车区域和进出站通道，其中候车大厅面积为500平方米，最多可同时容纳500人。
石牌站共设有4条正线和4条到发线。其中最南侧为广深Ⅰ、Ⅱ线；北侧设长度230米、宽度12米的站台1座，有2条客车到发线和广深铁路Ⅲ、Ⅳ线外包；此外广深Ⅲ线北侧另设有1条货车到发线。站台和站房通过天桥连接。本站下行为广深Ⅰ-Ⅳ线，上行至广州东站区间自北向南分别为广深铁路Ⅲ线、Ⅳ线（广深铁路普速及穗深城际列车）、Ⅰ线、Ⅱ线（广深铁路城际）、客Ⅰ线和客Ⅱ线（石牌客整所出入库线）。
车站曾设通往中铁现代物流科技广州分公司石牌配送中心和麦尔达投资发展的专用线；至2024年6月15日起不再办理专用线业务，成为非货运站。
| 站房     | 售票、候车、广园快速路    |
| 到发线   | 广深铁路 货车             |
| 正线     | 广深Ⅲ线 下行通过列车      |
| 1站台    | 穗深城际铁路 下行经停列车 |
| 岛式站台 |                           |
| 2站台    | 穗深城际铁路 上行经停列车 |
| 正线     | 广深Ⅳ线 上行通过列车      |
| 正线     | 广深Ⅰ线 下行通过列车      |
| 正线     | 广深Ⅱ线 上行通过列车      |
| 到发线   | 广深铁路 货车             |
|          | 石牌客技站                |

## 参看
- 广州铁路枢纽
- 广深铁路黄埔支线